# 스냅챗

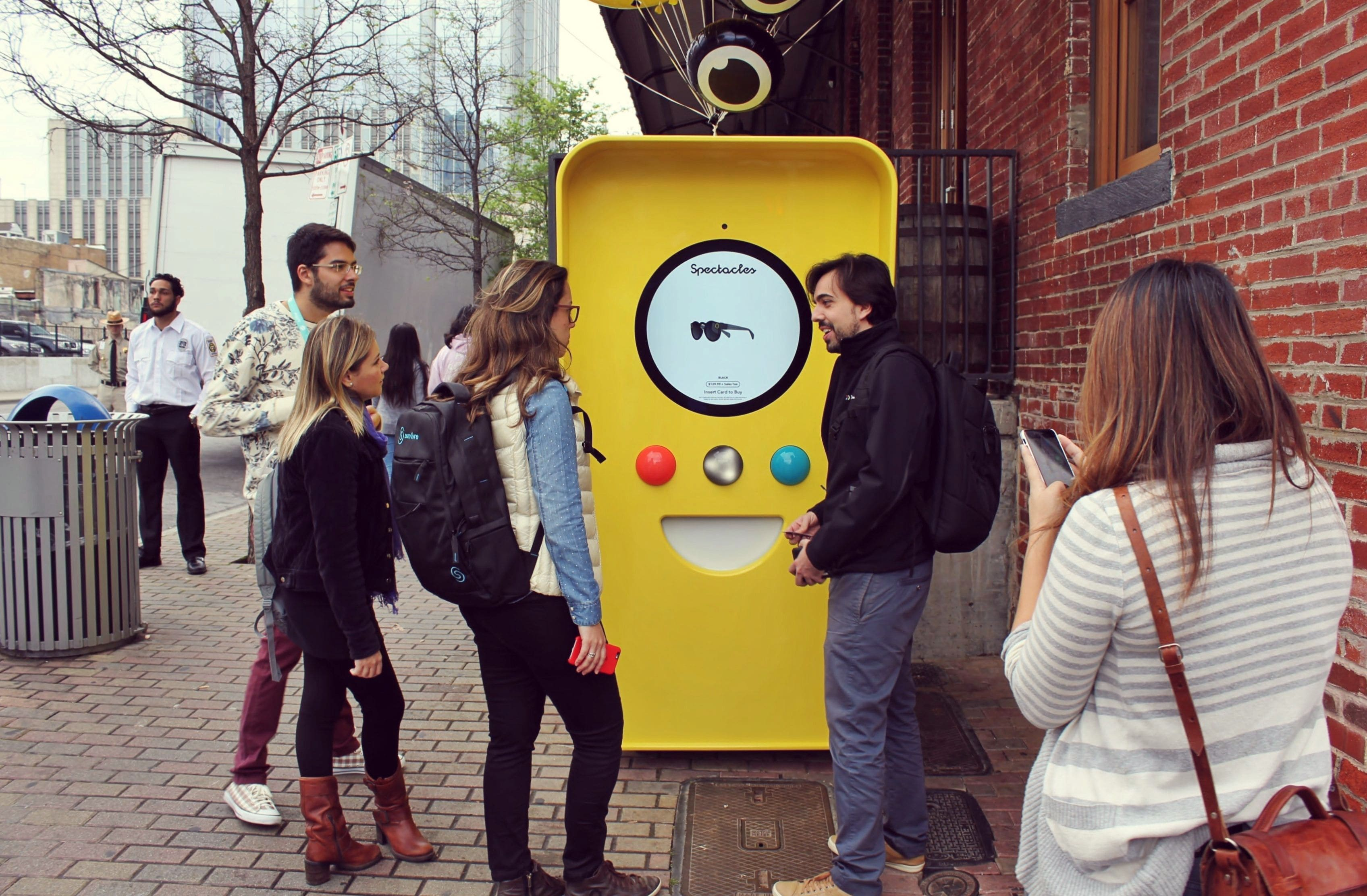
텍사스 오스틴 SXSW 2017의 스냅챗 안경 자판기

스냅챗(Snapchat)은 미국의 메신저 서비스이다. 수신인이 내용을 확인하고 나면 사라지기 때문에 일명 '단명 메시지'로 불린다. 사생활 노출을 꺼리는 이들에게 환영을 받았다. 미국의 스마트폰 사용자 중 13-34세의 사용자에서 60% 이상이 스냅챗을 사용하고 있다.

## 역사
2011년 9월 스탠퍼드 대학교 학생이던 레지 브라운, 바비 머피, 에반 스피겔이 만들었다.
2013년 11월, 페이스북의 30억 달러(한화 약 3조 원) 인수 제안을 거절하여 화제가 되었다.

## 논란
2014년 10월, 사생활을 보호하고자 하는 목적으로 쓰는 이 애플리케이션에서 20만명의 사용자의 사진이 유출되어 보안에 논란이 일었다.

## 같이 보기
- 야후!